# Albert Edison Austin
Albert Edison Austin (Winnipeg, 1º novembre 1888 – Il Cairo, 5 febbraio 1913) è stato un golfista canadese.
Austin partecipò, assieme a suo padre Albert William Austin, ai Giochi olimpici di Saint Louis 1904 con il Lambton Golf and Country Club di Toronto. Nel torneo individuale di golf giunse settantatreesimo.